# Robert Schwinner
Robert Gangolf Schwinner (* 11. Mai 1878 in Ottenschlag (Niederösterreich); † 10. November 1953 in Graz) war ein österreichischer Geologe und Geophysiker.

## Leben
Schwinner begann nach Abitur und Wehrdienst in Wien ein Ingenieursstudium, wechselte aber zum Mathematik- und Physikstudium an der Universität Wien, in Jena und München. Während seines Studiums wurde er 1899 Mitglied der Wiener akademischen Burschenschaft Bruna Sudetia. Er musste das Studium wegen Krankheit drei Jahre unterbrechen und setzte es dann mit dem Schwerpunkt Meteorologie in Wien fort und studierte danach Geologie und Mineralogie. 1911 wurde er in Zürich in Geologie promoviert. Er war dort Schüler von Arnold Heim und Paul Arbenz. Im Ersten Weltkrieg wurde er eingezogen, wirkte 1915 bis 1918 als Kriegsgeologe an der italienischen Front und habilitierte sich während eines Fronturlaubs in Graz, wo er 1917 Privatdozent war. 1919 wurde er Assistent am Geologischen Institut in Graz, 1923 außerordentlicher Professor mit Lehrauftrag in Physikalischer Geologie (wobei er aber noch bis 1940 Assistentenpflichten erfüllen musste). Er lehrte auch Geophysik. 1946 wurde er emeritiert.

## Werk
Schwinner versuchte die voralpidische Tektonik der Alpen zu rekonstruieren, zuerst den variszischen paläozoischen Deckenbau bei Graz, später im Kristallin der gesamten Alpen. Darüber hinaus versuchte er geologische und geophysikalische Überlegungen (wie Schweremessungen, Wärmehaushalt, Isostasie, Tiefenbeben, Eustatische Meeresspiegelschwankungen) zusammenzuführen. Das ging bis zu astrophysikalischen Untersuchungen (Mond, Sonne). Seine Schriften zeigen nach dem Nachruf von Metz sein Temperament und seine kritische Ader.
Von Bedeutung ist seine Theorie von thermisch bedingten Konvektionsströmen im Erdmantel, die er 1919 aufstellte und die Alfred Wegener in der 4. Auflage seines Buchs über Kontinentalverschiebung (Die Entstehung der Kontinente und Ozeane) als eine mögliche Ursache von diesen annahm, ähnlich heutigen Vorstellungen zu den Ursachen der Plattentektonik. Merkwürdigerweise lehrten beide zeitweise gleichzeitig in Graz, ohne dass es zu näherem Kontakt kam.
Er veröffentlichte ein auf drei Bände angelegtes Lehrbuch der physikalischen Geologie, von dem aber nur der erste Band erschien (Band 2 sollte statische und Band 3 dynamische Geologie behandeln). Das Manuskript des zweiten Bandes galt lange als verschollen, wurde aber 2007 in Graz im Geologischen Institut gefunden.

## Schriften (Auswahl)
- Vulkanismus und Gebirgsbildung. Ein Versuch, Zeitschrift für Vulkanologie, Band 5, 1920, S. 175–230.
- Über die Gestalt der Erde, Z. Geophysik, Band 2, 1926, S. 213–216.
- Zur Verwertung der Schwerestörungen für die tektonische Geologie, Z. Geophysik, Band 2, 1926, S. 126–132.
- Zur isostatischen Kompensation der Randsenken der Kettengebirge, Geologische Rundschau, Band 17, 1926, S. 268–274.
- Astrophysikalische Grundlagen der Geologie. In: Mitteilungen der Geologischen Gesellschaft in Wien. Band 19, 1926, S. 140–149 (zobodat.at [PDF]).
- Kristallisation und gerichteter Druck, Tschermaks mineralogisch-petrologische Mitteilungen, Band 37, 1926, S. 219–235.
- Lehrbuch der physikalischen Geologie, Band 1: Die Erde als Himmelskörper, Gebrüder Bornträger, Berlin 1932.
- Das Problem der Isostasie, Geologische Rundschau, Band 29, 1938, S. 1–26.
- Eustatische Meeresspiegel-Schwankung- heute von der Klima-Änderung bedingt? In: Petermanns Geographische Mitteilungen. 1942, S. 52–53.
- Über den Wärmehaushalt des Erdballes, Gerlands Beiträge zur Geophysik, Band 58, 1942, S. 234–296.
- Die hellen Strahlensysteme des Mondes, geologische gedeutet, Astronomische Nachrichten, Band 274, 1944, S. 137–139.
- Die Großfelder der Erdkruste, angelegt als Zellen Benardscher Strömung. In: Sitzungsberichte der Akademie der Wissenschaften mathematisch-naturwissenschaftliche Klasse. Band 156(?), Wien 1947, S. 441–455.
- Homologien und Analogien in der Tektonik der Ostalpen. In: Jahrbuch der Geologischen Bundesanstalt. Band 90, Wien 1945, S. 95–115 (zobodat.at [PDF]).
- Die Zentralzone der Ostalpen. In: Franz Xaver Schaffer (Hrsg.): Geologie von Österreich. 1951, S. 105–232 (den entsprechenden Abschnitt dazu verfasste er auch für F. X. Schaffer, Geologie der Ostmark 1939)